# Ramón Gato
Ramón Ismael Gato Moya (Camagüey, 16 novembre 1973) è un ex pallavolista cubano naturalizzato italiano.
Giocava nei ruoli di schiacciatore e palleggiatore.

## Biografia
Nato a Cuba iniziò la carriera in patria, poi nel 2001 fu costretto a fuggire poiché una legge statale cubana vieta ai giocatori cubani eventuali ingaggi con società sportive straniere. Nel 2007 Gato sposò una cittadina italiana quindi conseguì la cittadinanza italiana. Ha due figli.
Per le elezioni amministrative 2022 si candida come consigliere comunale a Verona con la lista "Ama Verona", a sostegno dell'ex sindaco Flavio Tosi, ma non risulta eletto. 

## Carriera
Cresciuto sportivamente a Cuba, gioca nelle file della Unibon Modena la stagione 1998-99, stagione in cui il giocatore scende in campo solo per poche partite, a causa di un infortunio al ginocchio che lo costringe a numerosi fermi. Nel 2001, ad Anversa, assieme ad alcuni colleghi di squadra prende la decisione di allontanarsi dal ritiro della sua Nazionale allo scopo di fuggire in Italia: per poter essere tesserato dalla API Verona deve scontare una squalifica e attendere il lasciapassare degli organi pallavolistici internazionali.
Con la squadra veneta ottiene due promozioni in A1 (2003-04 e 2007-08) e, nella stagione 2004-05, ottiene il premio come miglior servizio del campionato, con 56 ace. Per la stagione 2008-09, viene ingaggiato dall'Antonveneta Padova anche se, verso la fine della stagione, passa allo Stade Poitevin, squadra con cui termina la stagione.
Nella stagione successiva si reca in Slovenia per giocare nell'ACH Volley Bled. Con la nuova squadra riesce a vincere il campionato sloveno, la coppa di Slovenia e la Middle European League. Nella stessa stagione riesce, inoltre, ad arrivare alla Final Four di Champions League, concludendo con un sorprendente quarto posto.
Successivamente, dopo alcuni mesi di inattività, incomincia ad allenarsi con l'Universal Carpi, in cui gioca il connazionale Maikel Cardona. La società cerca di tesserarlo come italiano ma, nonostante il giocatore sia in possesso del passaporto italiano, la FIPAV rigetta il tesseramento infliggendo una sconfitta a tavolino alla società. Dopo quest'esperienza viene tesserato dalla Fenice Isernia, in Serie A2, con cui disputa la fine del campionato 2010-2011.

## Palmarès

### Club
- Coppa Italia di Serie A2: 2

2003-04, 2007-08
- Campionato sloveno: 1

2009-10
- Coppa di Slovenia: 1

2009-10
- Middle European League: 1

2009-10

### Nazionale (competizioni minori)
- Giochi panamericani 1995
- Giochi centramericani e caraibici 1998

### Premi individuali
- 1997 - World League: Miglior servizio
- 2005 - Serie A1: Miglior servizio
- 2008 - Coppa Italia di Serie A2: MVP